# Inari számi nyelv
Az inari számi nyelv (anarâškielâ) az uráli nyelvcsaládba tartozó számi nyelvek egyike, azon belül is a keleti számi nyelvek közé tartozik. Legközelebbi rokonai a kildini, a kolta, a teri és az azóta kihalt akkala számi nyelv. Ez az egyetlen olyan számi nyelv, amelyet csak egyetlen országban beszélnek, nevezetesen Finnországban (egyben ez Finnország egyetlen olyan nyelve, amit csak ott beszélnek, lévén, hogy a finnt beszélik még a határokon túl is). Az inari számit Észak-Finnországban, Inari város környékén (többek között Inari (Aanaar), Ivalo (Avveel), Sevettijärvi (Čevetjävri), Nellim (Njellim) területén) beszéli mintegy 300 ember.
Az első inari számi nyelvű könyvek E. W. Borg fordításai voltak, egy ábécéskönyv és egy katekizmus, 1859-ben. A jelenlegi irodalmi nyelv alapjait Lauri Itkonen határozta meg. 1979 óta az inari számi nyelvet oktatják a térség általános iskoláiban. Erkki Itkonen elkészítette a négyrészes inari szótárt és Pekka Sammallahti oului professzor a finn-inari szótáron dolgozik. 1986-ban kezdte meg működését az Anarâškielâ servi (Inari nyelvi társaság). 1997 óta az egyik óvodában is főképp csak inariul foglalkoznak a gyerekekkel. Inari nyelven rappel egy fiatal számi is: Amoc.

## Az inari írásrendszer
| А а | (Â â) | B b | C c | Č č | D d   | Đ đ | E e |
| F f | G g   | H h | I i | J j | K k   | L l | M m |
| N n | O o   | P p | R r | S s | Š š   | T t | U u |
| V v | Y y   | Z z | Ž ž | Ä ä | (Á á) |     |     |

## Nyelvtan

### Személyes és birtokos névmások
Az inariban, ahogyan az északi számi nyelvben is, három szám van: egyes, kettes és többes.
|     | Magyarul    | Alanyeset | Magyarul   | Birtokos eset |
| --- | ----------- | --------- | ---------- | ------------- |
| Sg1 | én          | mun       | enyém      | muu           |
| Sg2 | te          | tun       | tied       | tuu           |
| Sg3 | ő           | sun       | övé        | suu           |
| Du1 | mi (ketten) | muoi      | mienk (2)  | munnuu        |
| Du2 | ti (ketten) | tuoi      | tietek (2) | tunnuu        |
| Du3 | ők (ketten) | suoi      | övék (2)   | sunnuu        |
| Pl1 | mi          | mij       | mienk      | mii           |
| Pl2 | ti          | tij       | tietek     | tii           |
| Pl3 | ők          | sij       | övék       | sii           |

### Példák a névszóragozásra
A következő táblázatban a személyes névmások ragozása látható az összes esetben
|                             | Egyes szám  | Kettes szám       | Többes szám |
| --------------------------- | ----------- | ----------------- | ----------- |
| Alanyeset                   | mun         | muoi              | mij         |
| Birtokos-Tárgyeset          | muu         | munnuu            | mii         |
| Lokatívusz (Hol)            | must, muste | munnust           | mist, miste |
| Illatívusz (Hova)           | munjin      | munnui            | mijjân      |
| Komitatívusz (Mivel, kivel) | muuin, muin | munnuin, munnuuin | miiguim     |
| Abesszívusz (vmi nélkül)    | muuttáá     | munnuuttáá        | miitttáá    |
| Esszívusz (Miként)          | munen       | munnun            | minen       |
| Partitívusz (Részelőeset)   | muđe        | munnud?           | miđe?       |

## Külső hivatkozások
- Siida-számi múzeum Inariban
- Inari számi madár-szószedet
- Inari - angol szószedet (233 szó)